# The Challenge Sverige
The Challenge Sverige är ett svenskt lekprogram som hade premiär på TV4 och TV4 Play den 12 augusti 2024. Programledare är Pischa Strindstedt. Programmet är baserat på det amerikanska formatet The Challenge från 1998.

## Upplägg
I programmet tävlar deltagarna i olika fysiska, psykiska och strategiska utmaningar. Varje vecka tävlar paren i en stor tävling, där vinnarparet blir säkrade till nästa vecka och får välja det första paret som ska åka till eliminering. Sedan tävlar paren i en immunitetstävling, där man tävlar om att bli skyddad mot eliminering i slutet av veckan. Det andra paret som blir skickat till eliminering röstas fram genom en öppen röstning mellan paren. I elimineringen duellerar kvinna mot kvinna och man mot man, där det förlorande paret får lämna programmet. Utanför tävlingarna bor deltagarna tillsammans där paktning är i stort fokus. Priset som deltagarna tävlar om är en vinstsumma på 1 miljon kronor.

## Deltagare
Deltagarna består av tidigare deltagare i realityprogrammen Farmen, Robinson, Bachelor, Bachelorette och Elitstyrkans hemligheter.
| Namn                    | Ålder | Ort                 | Medverkat i              | Placering |
| ----------------------- | ----- | ------------------- | ------------------------ | --------- |
| Sandra Cucarano         | 27    | Stockholm           | Robinson                 | Vinnare   |
| Jens Rönnqvist          | 36    | Umeå                | Farmen                   | Vinnare   |
| Viktor Bergström        | 30    | Varberg             | Farmen                   | 2         |
| Jennifer Schill         | 34    | Linköping           | Farmen                   | 2         |
| Elvira Svensson         | 25    | Stockholm           | Bachelor                 | 3         |
| Anthony Yigit           | 32    | Stockholm           | Elitstyrkans hemligheter | 3         |
| Robin Johansen          |       |                     | Farmen                   | 4         |
| Matilda Borgström       |       |                     | Bachelor                 | 4         |
| Alexander Segerström    | 33    | Stockholm           | Farmen                   | 5         |
| Joanna Swica            | 36    | Stockholm           | Robinson                 | 5         |
| Helené Fransson         | 29    | Göteborg            | Farmen                   | 6         |
| Homayon Sytes           |       |                     | Robinson                 | 6         |
| Cruise Ferreira         | 26    | Forsvik / Karlsborg | Robinson                 | 7         |
| Elin Härkönen           | 30    | Stockholm           | Elitstyrkans hemligheter | 7         |
| Phillip-Lloyd Rochester |       |                     | Farmen                   | 8         |
| Emmy Rönning            | 30    | Falun               | Bachelor                 | 8         |
| Izabella Andersson      |       |                     | Farmen                   | 9         |
| Fabian Thingwall        | 39    | Stockholm           | Robinson                 | 9         |
| Joshua Akena            | 32    | Stockholm           | Bachelorette             | 10        |
| Isabella Resmark        | 28    | Ängelholm           | Robinson                 | 10        |
| Carl Bengtsson          | 38    | Borås               | Bachelorette             | 11        |
| Olivia Baldwin          | 29    | Stockholm           | Robinson                 | 11        |
| Greta Pierre            | 25    | Stockholm           | Robinson                 | 12        |
| Valentino Demina        | 33    | Stockholm           | Robinson                 | 12        |